# Vasile Mogoș
Vasile Mogoș  (n. 31 octombrie 1992, Moara Domnească, România) este un fotbalist român, care joacă pe post de fundaș la CSU Craiova în SuperLiga României. Pe plan internațional, are prezențe la națională pentru România.

## Cariera internațională
Data de 15 noiembrie 2019 a consemnat debutul său în naționala de seniori a României, înfrângerea împotriva Suediei de la București, scor 0-2, meci desfășurat în Preliminariile Campionatului European de Fotbal 2020. Vasile Mogoș a fost titular și a fost păstrat în teren de selecționerul Cosmin Contra pe toată durata partidei.